# Erschoviella
Erschoviella is een geslacht van vlinders van de familie visstaartjes (Nolidae), uit de onderfamilie Chloephorinae.

## Soorten
- E. musculana Erschoff, 1874